# Stictopisthus lanceolatus
Stictopisthus lanceolatus är en stekelart som beskrevs av Dasch 1971. Stictopisthus lanceolatus ingår i släktet Stictopisthus och familjen brokparasitsteklar. Inga underarter finns listade i Catalogue of Life.